# Hydroboyz
Hydroboyz was een Nederlands hiphoptrio (crew) dat bestond uit de leden Hydro, MocroManiac en RQS. De formatie is afkomstig uit Kraaiennest in de Amsterdamse Bijlmer en bestond in verschillende samenstellingen van 2010 tot 2014.

## Biografie
2010 wordt gezien als het oprichtingsjaar, toen ze als vrijwel onbekende formatie aantraden in 101Barz van BNN. De studiosessie die ze hier gaven werd in korte tijd meer dan een half miljoen maal bekeken. De drie leden hadden verschillende muzikale kwaliteiten. Ze stonden bekend om hun amusante gangstarap, eigen geluid en levendige shows.
Kort na hun optreden voor het onlineprogramma tekenden ze een contract bij het label Mucho Dinero van BNN-presentator Rotjoch. De eerste mixtape die ze daar opnamen was Hindabuilding! die een grote clubhit voor de groep werd en voor veel bekendheid zorgde. Twee andere nummers die tot hun clubhits worden gerekend, zijn Kill the bitch en Tot ik niet meer kan.
In 2012 werd de groep onderscheiden met de State Award voor Beste live-act. Ook stonden ze dat jaar in het voorprogramma van de Amerikaanse rapper Soulja Boy. Dat jaar kreeg ook een andere wending, toen naamgever Hydro een tijd vastgezet werd; de andere twee leden zetten de formatie onder dezelfde naam voort. Bij terugkeer van Hydro in 2013, besloot RQS de groep te verlaten. Hierdoor ging de crew opnieuw door als tweemansformatie.
Met Rotjoch en D-Double gingen ze in 2014 op tour door Nederland. Daarnaast waren ze te zien op de grote festivals van Nederland, waaronder Noorderslag, Dirty Dutch, Appelsap en Lowlands.
In 2014 ging Hydro verder met zijn nieuwe formatie TimmyGang en startte MocroManiac zijn solocarrière.

## Discografie
Albums
- 2011: Hindabuilding

Singles
- 2011: Hindabuilding
- 2013: Go go gadget
- 2013: Kill the bitch
- 2014: Hennezzy